# Emil Georgsson
Nils Emil Georgsson, född 3 augusti 1985 i Östervåla, är en svensk före detta ishockeyspelare och numera sportchef i Södertälje SK. Georgsson började sin hockeykarriär i hemorten Östervåla, innan han 2002 flyttade till Västerås för att gå hockeygymnasium. Efter säsongen 2017/18 lade Georgsson skridskorna på hyllan och blev sportchef för laget han tillhörde, (Västerviks IK).